# ДХТІ (футзальний клуб)
ДХТІ  — український футзальний клуб, який представляє місто Дніпро, виступав у чемпіонаті України з 1990 по 1992 рік.

## Життєпис
У 1990 році при ДХТІ створена однойменна команда бере участь в розіграші першого Кубка України, який проходить в Дніпропетровську. Перемігши в півфіналі черкаський «Фотоприлад» (4:2), ДХТІ в фіналі поступається дніпропетровському «Механізаторові» з рахунком 1:8.
У 1991 році ДХТІ доходить до фінального турніру Кубку СРСР, який проводиться в Кишиневі за участю шести найкращих команд СРСР, проте не пробивається у фінал. У чемпіонаті України 1991 року ДХТІ завойовує срібло, поступившись першим місцем «Механізаторові».
У 1992 році став четвертим у кубку України. До фінального турніру розіграшу чемпіонату України 1992 року ДХТІ приходить на третьому місці, проте за підсумками турніру пропускає вперед запорізьку «Орбіту» та займає четверте місце. Згодом клуб розформували через фінансові труднощі.

## Досягнення
- Чемпіонат України
  -  Срібний призер (1): 1991 (неофіційний)

- Кубок України
  -  Фіналіст (1): 1990 (неофіційний)

## Структура клубу

### Домашня арена
Домашні поєдинки клуб проводив у Залі СК ДХТІ, яка вміщує 500 сидячих місць.

### Спонсори
- Дніпропетровський хіміко-технологічний інститут